# Checoslovaquia en los Juegos Olímpicos de Innsbruck 1964
Checoslovaquia estuvo representada en los Juegos Olímpicos de Innsbruck 1964 por un total de 46 deportistas que compitieron en 8 deportes.  
El portador de la bandera en la ceremonia de apertura fue el saltador en esquí Josef Matouš.

## Medallistas
El equipo olímpico checoslovaco obtuvo las siguientes medallas:
| Nombre | Deporte            | Competición |
| ------ | ------------------ | ----------- |
| Oro    |                    |             |
| —      |                    |             |
| Plata  |                    |             |
| —      |                    |             |
| Bronce |                    |             |
| Equipo | Hockey sobre hielo | Torneo M    |